# Fimbulwinter
Der Fimbulwinter (von altnordisch Fimbulvetr, „riesiger Winter“) ist in der nordischen Mythologie die erste der vier eschatologischen Katastrophen, die den Untergang der Götter, Ragnarök genannt, einleiten.
Es handelt sich um eine Eiszeit mit drei strengen Wintern, ohne Sommer dazwischen, mit Schnee, klirrendem Frost und eisigen Stürmen. Es gibt Spekulationen, dass der Klimawandel, der zum Ende der nordischen Bronzezeit in Skandinavien einsetzte, die Legende vom Fimbulwinter begründete. Andere Autoren vermuten einen Zusammenhang mit der Wetteranomalie von 535/536 und den nachfolgenden Jahren oder den Ausbrüchen des Eldgjá auf Island in den Jahren 939 und 940. Für letztere These spricht die größere zeitliche Nähe zu der Zeit um 1000, in der der Inhalt des Ragnarök nach aktuellem Kenntnisstand entstand. Möglicherweise spiegelt er die Erfahrungen isländischer Siedler wider.
Während Snorri Sturluson den Fimbulwinter in der Prosa-Edda als Auftakt zu Ragnarök erwähnt, wird er im Wafthrudnirlied der Lieder-Edda als Synonym zum Weltuntergang gebraucht. Heutzutage bezeichnet der Begriff Fimbulwinter in skandinavischen Ländern umgangssprachlich auch einen außergewöhnlich kalten und harten Winter.